# Discovery Science (Kanada)
Discovery Science – kanadyjski kanał telewizyjny o tematyce naukowej, będący własnością joint-venture Discovery Communications i CTV Speciality Television przy czym CTV jest partnerem zarządzającym.
Stacja rozpoczęła emisja w dniu 15 sierpnia 2001 roku. Początkowo nadawała pod nazwą Discovery Civilization Channel. Był wtedy kanadyjską wersją amerykańskiego Discovery Civilization Channel poświęconego tematyce historii i ludzkiej cywilizacji.
27 września 2010 Discovery Science został przemianowany na Discovery Science. Tematyka kanału skupiła się na technologii, postępie ludzkości i naukowych odkryciach.

## Najpopularniejsze programy
- Addicted to Oil: Thomas L Friedman Reporting
- Najbardziej poszukiwani przestępcy w USA
- Z akt FBI
- Detektywi sądowi
- Historia Oręża
- Pola Bitew
- Everest: Przetrwać na krańcu świata
- Super statki
- Decoding Disaster
- Stuff Happens
- Sensing Murder
- Amerykańskie kasyno